# Jean-Louis Verdier
Jean-Louis Verdier (* 2. Februar 1935; † 25. August 1989) war ein französischer Mathematiker, der sich mit algebraischer Geometrie beschäftigte.

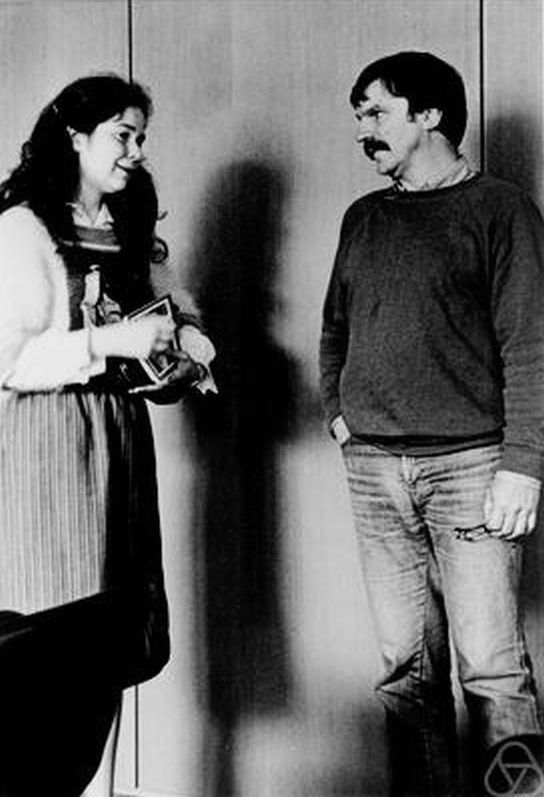
Jean-Louis Verdier mit Emma Previato, Oberwolfach 1984

## Leben
Verdier studierte ab 1955 an der École normale supérieure und war ein enger Mitarbeiter Alexander Grothendiecks in den 1960er-Jahren. Er wurde bei ihm 1967 mit der Dissertation Des Catégories Dérivées des Catégories Abéliennes promoviert. Von ihm stammen die Konzepte der derivierten Kategorien (Catégories Derivées, Derived Categories, mit Grothendieck) und der Verdier-Dualität (eine Variante der Poincaré-Dualität für singuläre Räume). Er lieferte insbesondere Beiträge für die SGA 4 des Grothendieck-Seminars am IHES (von 1963/1964, Entwicklung der Étale Kohomologie mit Grothendieck und Michael Artin). Darin nahm er auch mit seiner Theorie der hypercovers Ideen zur Etale Homotopie von Michael Artin und Barry Mazur vorweg. Später arbeitete er über die Theorie integrabler dynamischer Systeme.
Er war an der École normale supérieure, wo er Directeur des études de mathématiques war und viele Jahre ein Seminar mit Adrien Douady leitete, und in den 1970er Jahren Professor an der Universität Paris VII (Universität Paris-Denis Diderot), wo er Direktor des mathematischen Instituts war, und auch später an der Universität Montpellier. Verdier war Mitglied der Mathematikergruppe Nicolas Bourbaki. 1984 war er Präsident der Société Mathématique de France.
Zu seinen Doktoranden zählt Arnaud Beauville.
Er starb bei einem Verkehrsunfall mit seiner Frau in der Nähe seines Sommerhauses.